# Puig de Sangrinyol
El Puig de Sangrinyol és una muntanya de 258 metres que es troba al municipi de Quart, a la comarca del Gironès.